# Cressé
Cressé là một xã trong tỉnh Charente-Maritime trong vùng Nouvelle-Aquitaine, tây nam nước Pháp. Xã Cressé nằm ở khu vực có độ cao trung bình 65 mét trên mực nước biển.